# تحرير تاريخ العالم (رالي)

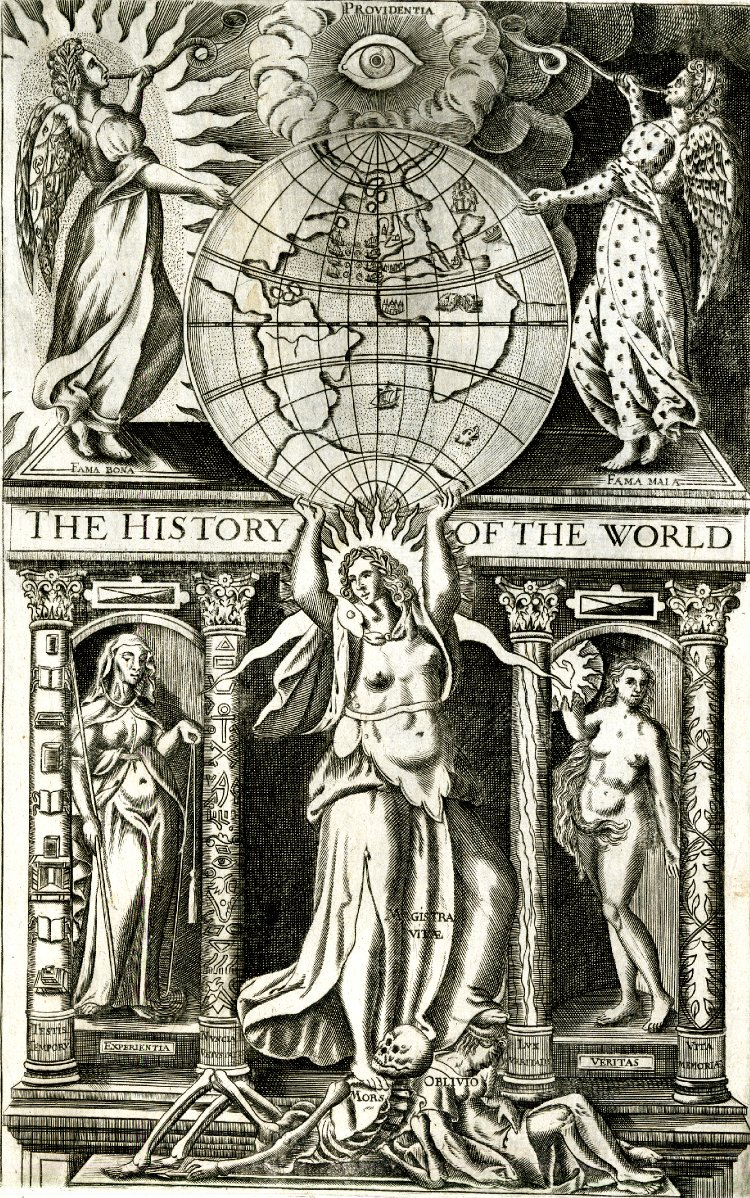
صفحة العنوان (1614)

تاريخ العالم (في الأصل تاريخ العالم / في خمسة كتب) هو عمل تاريخي غير مكتمل من تأليف السير والتر رالي، بدأه حوالي عام 1607 أثناء سجنه في برج لندن، ونُشر لأول مرة عام 1614. يغطي مسار التاريخ البشري من سفر التكوين حتى فتح مقدونيا على يد الإمبراطورية الرومانية. كان رالي ينوي تأليف مجلدات إضافية تروي صعود وسقوط الإمبراطوريات العظيمة، لكن إطلاق سراحه عام 1615، وبعثته إلى غيانا، وإعدامه عام 1618، حال دون إتمام مشروعه. ووفقًا لـ إدموند غوس، "فإن هذا العمل الضخم يُعد من أبرز مفاخر أدب القرن السابع عشر، ويشغل مكانة بارزة في تاريخ النثر الإنجليزي".

## التاريخ

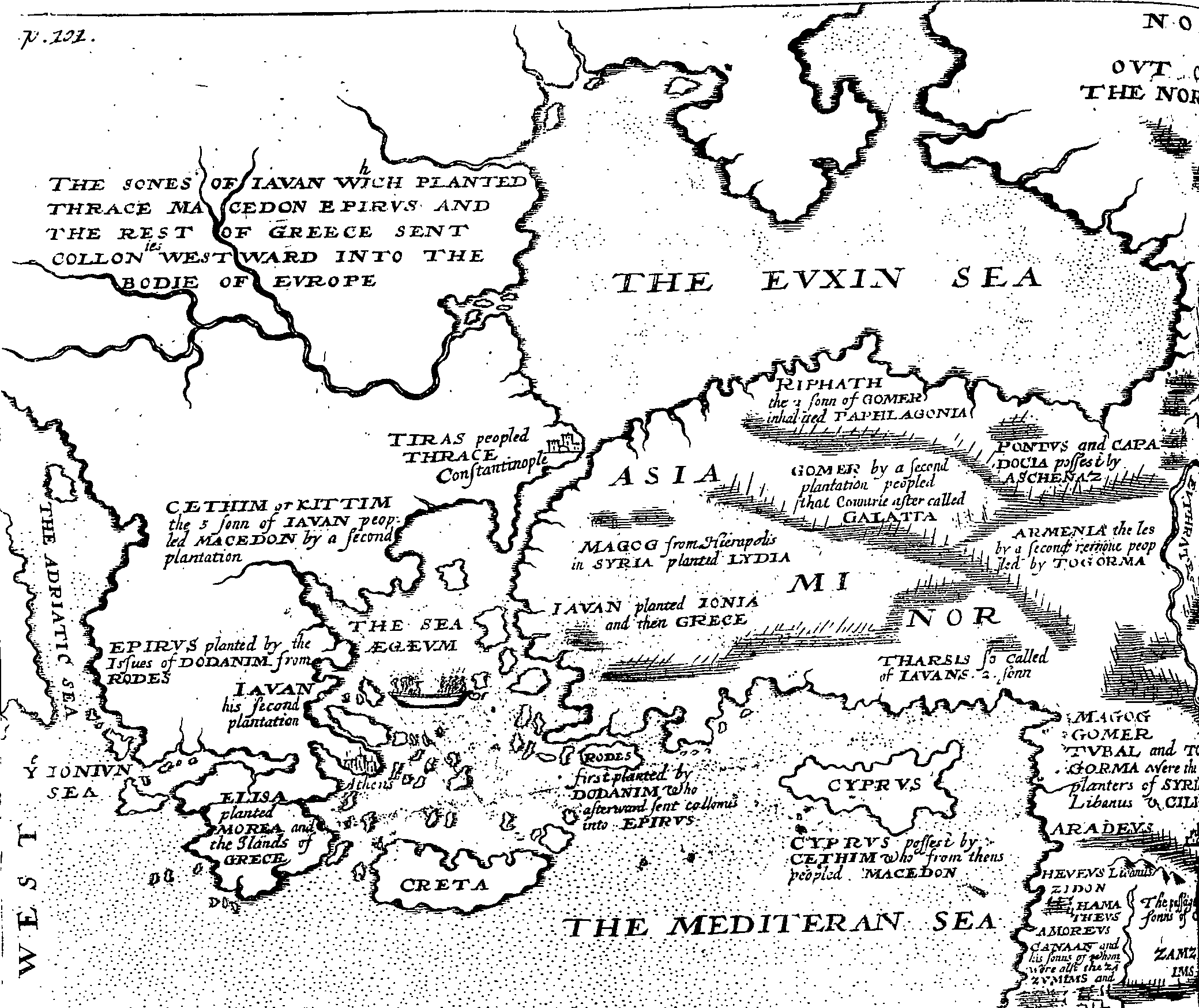
خريطة لليونان والشرق الأدنى القديم (1736)

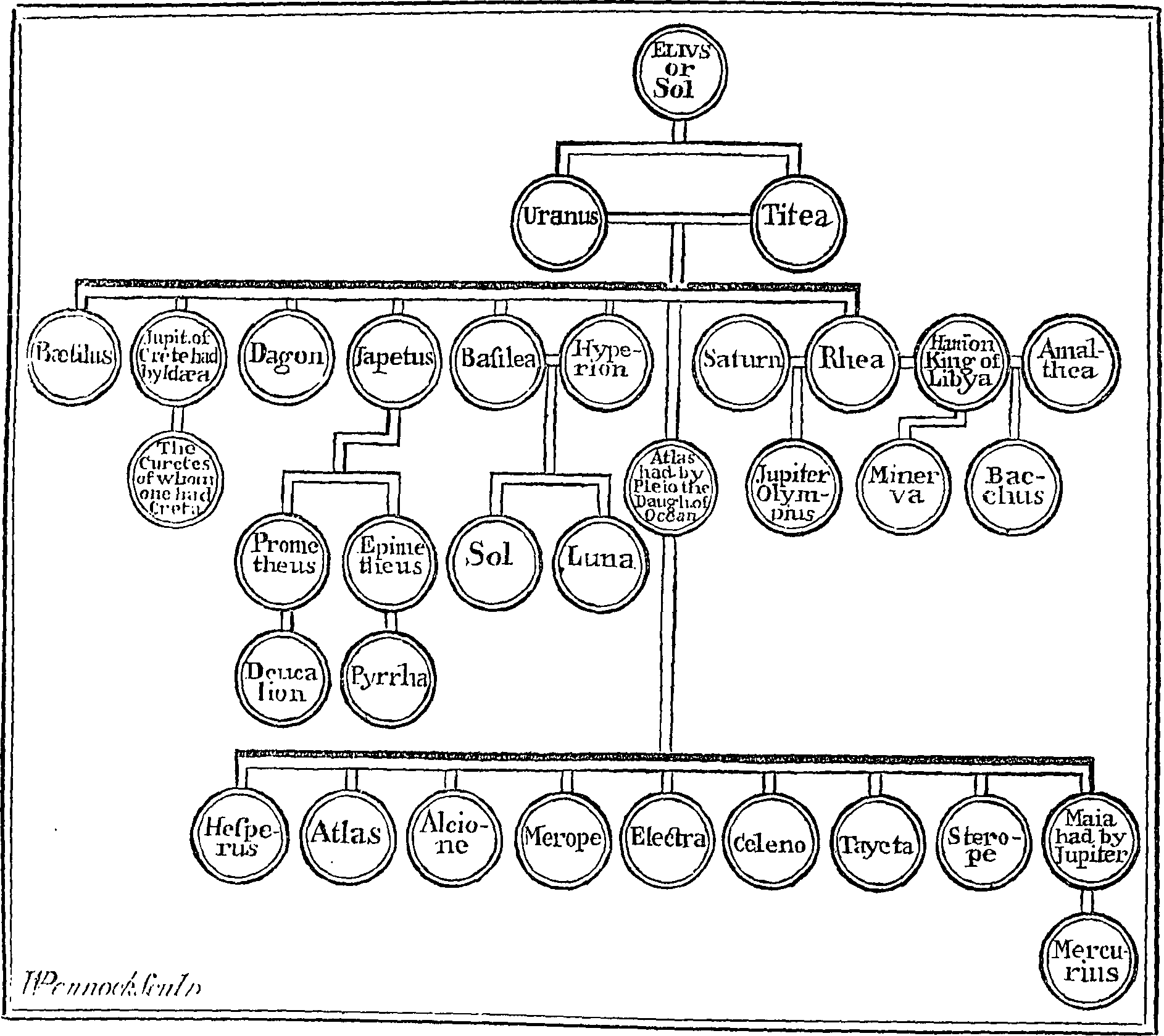
شجرة نسب الآلهة الإغريقية الرومانية (1736)

كتب رالي هذا العمل أثناء فترة سجنه التي استمرت اثني عشر عامًا في برج لندن، وبدأه على الأرجح عام 1607، ونُشر تحت إشراف بن جونسون في مارس 1614. كان من المفترض أن يتكون من ثلاثة أجزاء على الأقل، لكن هذا المجلد الوحيد – الذي يتكون من 1354 صفحة فوليو – هو كل ما أُنجز. وقد طُبع منه ثماني طبعات في وقت قصير نسبيًا، أسرع من الوقت الذي استغرقته مسرحيات شكسبير للوصول إلى أربع طبعات. في عام 1615، أمر الملك جيمس بسحب جميع النسخ المطبوعة، مبررًا ذلك بأن العمل "جريء أكثر من اللازم في انتقاد أفعال الملوك".

## المحتوى
ينقسم العمل إلى خمسة كتب:

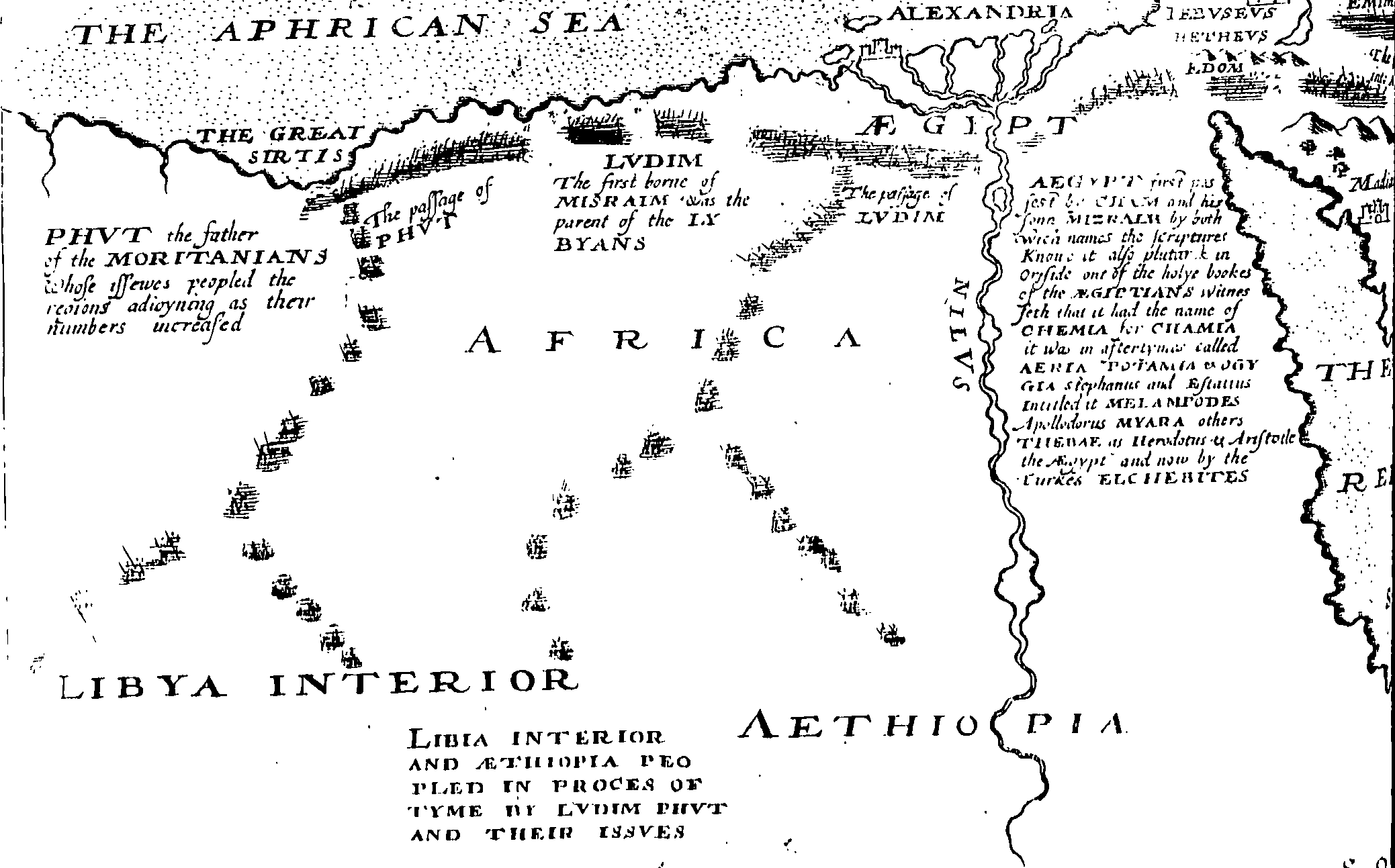
خريطة لشمال أفريقيا (1736)

1. من الخلق إلى إبراهيم؛ 2. من ميلاد إبراهيم إلى دمار هيكل سليمان؛ 3. من دمار القدس إلى عهد فيليب المقدوني؛ 4. من حكم فيليب إلى وفاة بيروس الإبيري؛ 5. من حكم أنتيغونوس إلى فتح آسيا ومقدونيا من قبل الرومان.
ويحتوي على العديد من الاستطرادات، مثل: "الدفاع عن استخدام التخمين في التاريخ"، و"حول الوصايا العشر"، وأخرى عن "الطغيان".

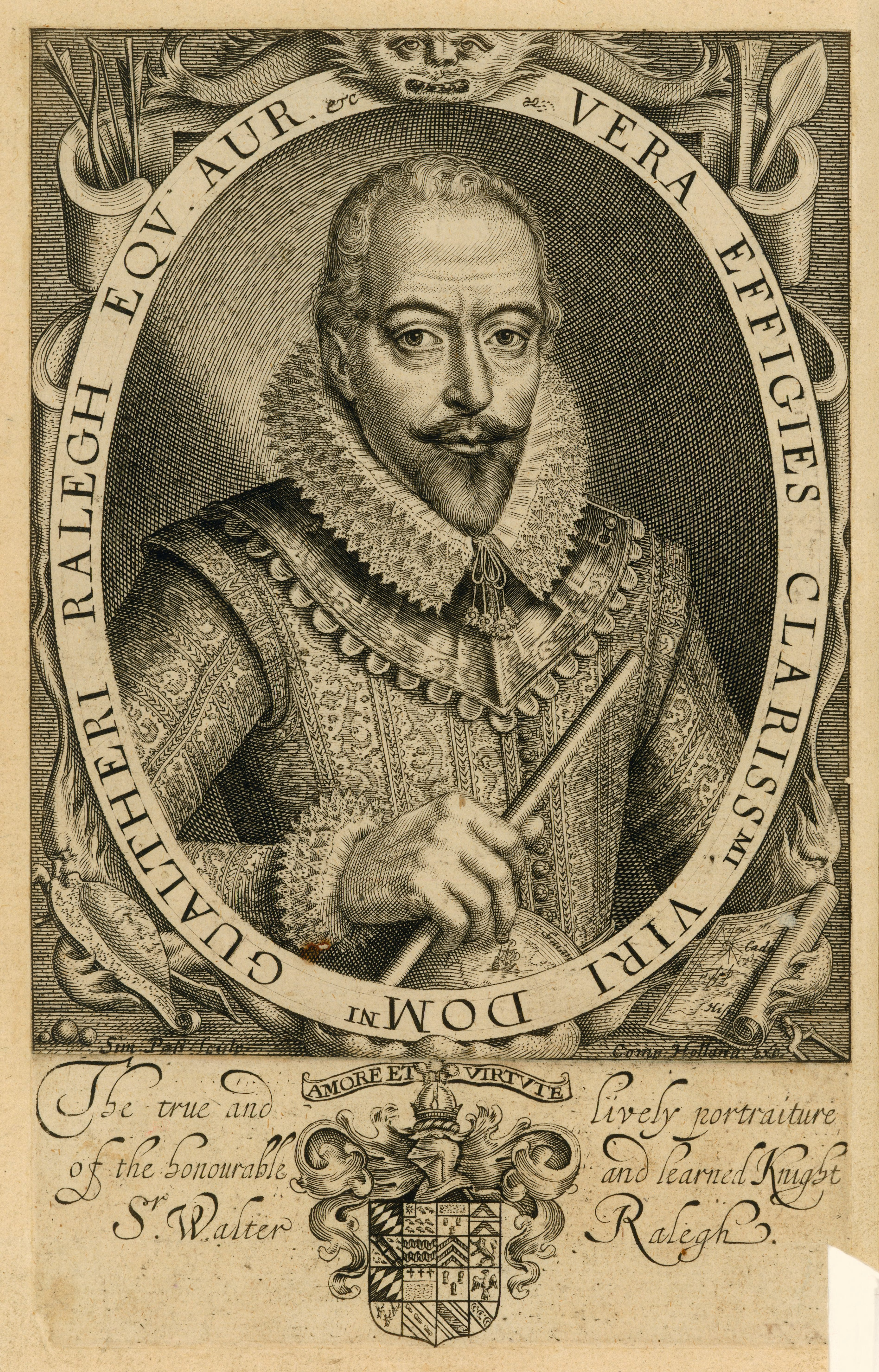
صورة منقوشة لـ سيمون فان دي باس، استخدمت كواجهة للطبعة الثالثة من تاريخ العالم عام 1617.

في المقدمة، يعبّر المؤلف عن رغبته في كتابة مجلدين إضافيين "إذا نال الجزء الأول القبول والاستحسان". وكان طموحه أن يسرد تقلبات الإمبراطوريات الأربع الكبرى في العالم، كمقدمة لـ تاريخ إنجلترا؛ لكن إطلاق سراحه عام 1615، وبعثة رالي إلى غيانا، وإعدامه في 1618، أوقف هذا المشروع.

## التقييم
يُقيّم إدموند غوس كتاب تاريخ العالم بقوله: "يكتب [رالي] مادة ضخمة، بأسلوب جاد وواسع. وقد تقود المقدمة القارئ لتوقّع عمل أكثر حداثة وإمتاعًا مما يجده. من الصعب التعاطف مع مؤرخ يُفنّد آراء ستوشيوس يوجوبينوس وغوروبوس بيكانوس بإسهاب، خاصة وأن هؤلاء لا يُعرفون اليوم إلا من خلال ردود رالي عليهم. لكن السرد، وإن بدا قديمًا ومطوّلًا، يتمتع بتميّز استثنائي، وفي أجزائه المضيئة، يتلألأ بالفعل. الكتاب مليء بالحكمة العملية، وفهم الناس، وتحليل دقيق للشخصيات. إنه ثقيل وبطيء، وتفتقر روحه إلى الطابع التاريخي الحديث، وربما يُرهق معظم القرّاء تتبعه حتى انتصار إميليوس باولوس. لكن لا خلاف على رصانته، وفي قوته المستمرة يتفوق بسهولة على كل عمل نثري في زمنه."

## للقراءة الإضافية
- Abrams, M. H., محرر (1986). "Sir Walter Ralegh". The Norton Anthology of English Literature. المجلد 1. الطبعة الخامسة. نيويورك: W. W. Norton and Company. ص. 781–792.
- Raleigh, Sir Walter (1614 [أي 1617]). The History of the World. لندن: طُبع لـ Walter Burre.
  - كتب إنجليزية مبكرة على الإنترنت.
  - أرشيف الإنترنت.
- Shostak, Elizabeth; Benson, Sonia G. (2007). "Walter Raleigh". عالم إليزابيثي: السير الذاتية. (مكتبة عالم إليزابيث). Gale. ص. 187–196.
- Tillyard, E. M. W. (1943). صورة العالم الإليزابيثي. لندن: Chatto & Windus. ص. 7، 9، 21–22، 51–55، 85، 100–101.

## وصلات خارجية
- McCrum, Robert (25 ديسمبر 2017). "أفضل 100 كتاب غير خيالي: رقم 99 – تاريخ العالم لوالتر رالي (1614)". الغارديان. تم الاطلاع عليه في 7 نوفمبر 2022.
- "تاريخ العالم". Encyclopedia.com. 2019. تم الاطلاع عليه في 7 نوفمبر 2022.
- "دفتر ملاحظات والتر رالي لتأليف 'تاريخ العالم'". المكتبة البريطانية. تم الاطلاع عليه في 3 يونيو 2023.
- "تاريخ العالم في خمسة كتب / السير والتر رالي. 1614". الصندوق الملكي البريطاني. تم الاطلاع عليه في 7 نوفمبر 2022.
- "The History of the World". مكتبات جامعة واشنطن. مؤرشف من الأصل في 2023-08-01. اطلع عليه بتاريخ 2023-06-03.

قالب:والتر رالي

قالب:تصنيف افتراضي:تاريخ العالم